# 王真桶
王真桶（约1922年—1969年5月24日），臺灣新竹人，臺中車站員工，為臺灣首位去世時腎臟器官移植捐贈者。

## 生平

### 臺鐵員工
王真桶新竹縣人，原姓林，在家排名第三，因姑媽王詹阿送無子，便送到王家作養子。王真桶從臺中商業學校畢業後，受臺灣糖業鐵路后里站的養父王炎影響，在台中車站客票房和貨務房擔任站務員。
王真桶篤信佛教，會吃齋唸經、勸人行善。貨務房主任任子雲說，王真桶作善事，卻少向人誇口表功，和同事相處也很融洽。副站長寇宗武回憶，王真桶熱心助人，如常常幫助盲人上車，不僅幫買票上車便了事，還跑上車交待火車上服務人員幫忙照料。
1940年代末，王真桶與張鳳嬌結婚。兩人生有守仁、守義、守禮、守智、守信五個兒子。

### 移植腎臟
1967年，向來滴酒不嚐的王真桶開始頭暈，至1969年初頭痛加劇到連走路都像醉漢。
1969年初這時刻，榮民總醫院俞瑞璋與臺大醫院李俊仁等外科小組在1月20日晚開了一場腎臟移植會議到次日凌晨3時，目的是要拯救因腎病而重病的王蕙芬。臺大醫院手術小組召集人江萬煊是泌尿科主治醫師，反對把活人腎臟移植，主張要從死者移植才算是真正的醫療目的。為了找腎，江萬煊在去年便奔波於各病房，探視那些已無法救治的病人，繞了一大圈話來把自己的意思表達出來，可是病家不是不予理會，就是當頭給他一盆冷水。
到2月16日，在臺大醫院病房待了五個月零六天的二十八歲女子王蕙芬，已先後失去了五次得到腎臟的機會。一位患了不治之症的婦女，丈夫和兒女本意捐出她的腎救治，卻被婦女雙親反對，且急忙把她接回家裡，惟恐院方會「偷」。還有一位遭遇車禍而亡的女學生，當兄長主張捐腎給王蕙芬時，但被母親一口拒絕。2月14日，一位醫生想勸說一位腦外科手術後死亡的病人家屬「遺愛人間」時，被病人兒子舉拳作勢攻擊。
王真桶經台中靜和醫院林清臣診斷後轉診到臺大醫院，5月5日住進臺大醫院病房。洪祖培、陳榮基會診後，確定王真桶有腦瘤。雖然腦外科醫師林承得於20日上午實施切除腦瘤手術，王真桶依然於22日下午病況惡化。當天，江萬煊從恢復室得知消息，便展開勸說王真桶死後捐腎的事。
王真桶妻子認為丈夫若能表達意見必會答應，但被養母以主張按照自古相傳風俗給讓兒子全屍落土。23日清早，醫師們趕到新竹把王真桶生母接來台北。生母認為理解兒子處世為人態度，答應這樁事。
王蕙芬乾媽彭姓婦人也加入勸說，但直到23日晚，養母依然未同意。24日中午12時23分，養母無條件同意。王真桶妻兒在捐獻腎臟同意書上簽字後，手術小組於下午2點24分開始準備。這場手術不僅是臺大醫院第五次腎臟移植手術，也是首次從死者移植腎臟到活人。醫師陸永熙、王麗都、楊鼎勳在5點10分確認四十七歲的王真桶腦波靜止，再給予五分鐘急救後才宣布死亡，並由江萬煊請在外等待的王真桶弟進去確認。在進去手術室時，王蕙芬跟記者表示，健康恢復之後想創辦一所育幼院教養無依的孤兒，以回報王真桶。
晚上8點47分，王蕙芬被醫護人員推出手衛室時，王真桶侄女婿盧會亭也擠在人群前面祝福。同一刻，江萬煊向新聞界宣佈換腎手術成功，且從死者移植腎創下中華民國醫學史的創舉，並說院方每位醫師、護理人員、醫學院學生，對王真桶將永誌不忘。

### 弔念活動
手術當天，台北市東南國際獅子會代表陳偉，前來醫院慰問死者家屬，並贈新台幣二萬元作為子女教育費。捐腎救人引起社會關注，不少人在25日趕到臺大醫院焚香祭悼。27日下午，骨灰從運抵台中車站時，鐵路局台中運務段副段長果端桂、站長黃家崑與一百多名員工、貨運服務所、台中市佛教蓮會、台中市東區公所人員在第一月台舉行路祭。28日，臺灣省政府交通處長陳聲簧、台中市長林澄秋至東區忠孝路的王宅各贈慰問金兩千元。
該年6月12日，張鳳嬌到臺大醫院探望王蕙芬時，說「自己的丈夫救了一個人」。王蕙芬換腎之後，再活了一年五月十一天。